# ياب جاي فيرمولين
ياب جاي فيرمولين (بالهولندية: Jaap Jan Vermeulen)‏ هو عالم رخويات ‏ وعالم نبات هولندي، ولد في 1955.